# Mike Mainieri

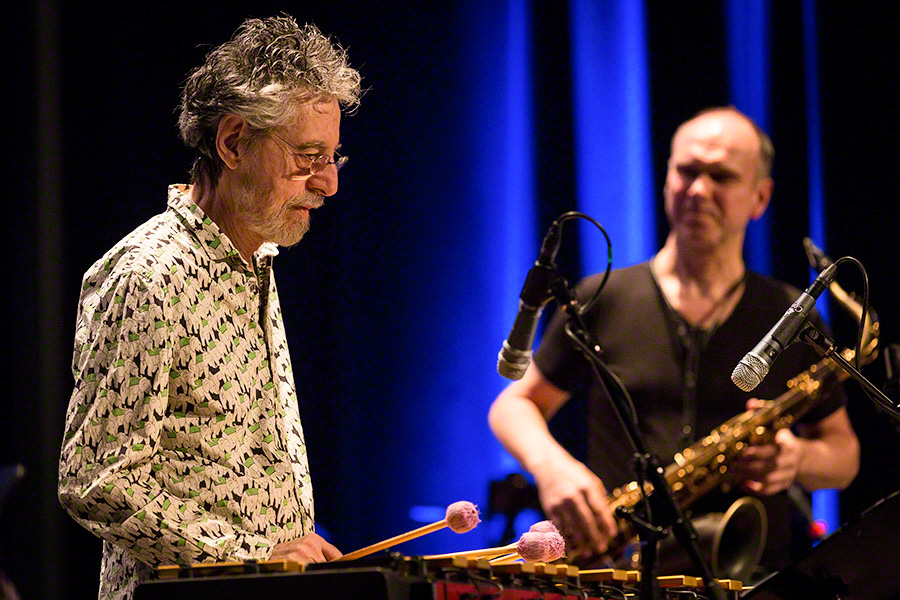
Mainieri, Oslo (2016)

Michael Mainieri, detto Mike (New York, 4 luglio 1938), è un vibrafonista, compositore e produttore discografico statunitense di origini italiane, conosciuto soprattutto per la sua attività con il gruppo degli Steps Ahead. È stato uno dei primi musicisti a introdurre e utilizzare il vibrafono elettrico, detto anche synth-vibe.

## Biografia
Riconosciuto principalmente come vibrafonista jazz, Mainieri è anche accreditato come produttore, arrangiatore e compositore.
Durante gli anni cinquanta e i primi anni sessanta si è esibito con artisti leggendari come Buddy Rich, Billie Holiday, Dizzy Gillespie, Coleman Hawkins e Wes Montgomery.
All'età di 20 anni, ha vinto il premio della critica della rivista jazz Downbeat.
Nel 1962, si è unito all'innovativo gruppo jazz-rock Jeremy & the Satyrs, guidato dal flautista Jeremy Steig. I The Satyrs apparvero al Club di New York A-GoGo, dove incontrarono figure monumentali come Frank Zappa, Richie Havens e Jimi Hendrix.
Alla fine degli anni '60, questa piccola cerchia di artisti si unì a quella che divenne nota come l'Orchestra White Elephant, dal suono sperimentale e caratterizzata da solisti quali Michael Brecker, Ronny Cuber, Jon Faddis, Lew Soloff e Randy Brecker.
Alla fine degli anni '70, Mike ha fondato il gruppo jazz d'avanguardia/fusion Steps Ahead, che comprendeva precedenti compagni come Michael Brecker, Eddie Gomez, Steve Gadd e Don Grolnick.
Steps Ahead, trampolino di lancio per giovani talenti e nuove idee musicali, ha dato spazio ad apparizioni di artisti importanti come i sassofonisti Michael Brecker, Bendik Hofseth, Rick Margitza, Donny McCaslin, Bob Mintzer, Bob Berg, Bill Evans, i pianisti Don Grolnick, Warren Bernhardt, Eliane Elias, Kenny Kirkland, Rachel Z, George Whitty, Mitch Forman, Robbie Kilgore, Dave Kikoski, Joey Calderazzo, i chitarristi Mike Stern, Steve Khan, Chuck Loeb, Hiram Bullock, Dean Brown, Paul Jackson, Wayne Krantz, Jimi Tunnell, i bassisti Eddie Gomez, Tom Kennedy, Victor Bailey, Darryl Jones, Tony Levin, Jeff Andrews, James Genus, Baron Browne, Richie Goods, Marc Johnson, Ed Howard, Larry Grenadier, Scott Colley, Richard Bona, i batteristi Steve Gadd, Peter Erskine, Steve Smith, Rodney Holmes, Billy Kilson, Clarance Penn, Jeff 'Tain' Watts, Ben Perosky e i cantanti Dianne Reeves, Bobby McFerrin e Richard Bona.
Altre collaborazioni jazz degne di nota sono le registrazioni con Joe Henderson, Art Farmer, Dave Liebman, Al Jarreau, David Sanborn, Marcus Miller, Joe Lovano, Jim Hall e Jane Monheit.
Come compositore, arrangiatore ed esecutore, Mike ha contribuito a più di 100 dischi d'oro e di platino. Un partecipante attivo nella scena rock e pop, Mike ha prodotto e co-scritto tre album con Carly Simon e registrato con Paul Simon, Linda Ronstadt, Paul McCartney, Aerosmith, Billy Joel, Janis Ian, Dire Straits, Bonnie Raitt, George Benson e il classico album di Don McLean American Pie.
Negli anni ottanta ha collaborato a lungo con la rock band britannica dei Dire Straits, suonando il vibrafono, la marimba e le percussioni negli album Love over Gold (in cui dialoga con la chitarra di Mark Knopfler nei brani Private Investigations e Love Over Gold) e Brothers in Arms (in cui tuttavia non risulta accreditato ufficialmente).
Nel 1991, Mainieri ha creato una propria etichetta jazz indipendente, la NYC Records, veicolo per nuovi artisti.
Con Pino Daniele collabora in Sotto 'o sole, album del 1991; in seguito co-produce assieme a Daniele il disco del 2001 Medina (dove partecipa anche come musicista).
Mike è sposato dal 1993 con la cantante e arpista Dee Carstensen. Hanno una figlia, Ruby Anna.

## Discografia
- 1977 - Love Play
- 1992 - Wanderlust
- 1995 - An American Diary
- 2006 – Northern Lights
- 2010 – Crescent

### Con il Mike Mainieri Quartet
- 1962 – Blues on the Other Side
- 1968 - Insight

### Con il Mike Mainieri and Friends
- 1971 – White Elephant

### Con il Mike Mainieri Quintet
- 1981 - Live at Seventh Avenue South

### Con Warren Bernhardt
- 2009 - 2.0 L'Image

### Con il Marnix Busstra Quartet
- 2009 - Twelve Pieces
- 2010 - Trinary Motion / Live in Europe

### Con il gruppo Steps Ahead
- 1980 – Step by Step
- 1980 – Smokin' in the Pit
- 1982 – Paradox
- 1983 – Steps Ahead
- 1984 – Modern Times
- 1986 – Magnetic
- 1986 – Live in Tokyo 1986
- 1989 – N.Y.C.
- 1992 – Yin-Yang
- 1994 – Vibe
- 2005 – Holding Together